# Глініс Джонс
Глініс Маргарет Пейн Джонс (англ. Glynis Margaret Payne Johns; 5 жовтня 1923 — 4 січня 2024) — британська акторка, лауреатка премії «Тоні», номінантка премії «Оскар» (1960).

## Вибрана фільмографія
- 1940 — Багдадський злодій
- 1948 — Міранда
- 1950 — Синя лампа
- 1956 — Навколо світу за 80 днів
- 1964 — Мері Поппінс — місіс Вініфред Бенкс
- 1995 — Поки ти спав
- 1999 — Суперзірка